# اچ‌ام‌اس دراگون
اچ‌ام‌اس دراگون ممکن است به یکی از موارد زیر اشاره داشته باشد:
- اچ‌ام‌اس دراگون (دی۴۶)
- اچ‌ام‌اس دراگون (۱۷۶۰)